# 摇城遗址
摇城遗址，又称澄湖遗址，位于江苏省苏州市吴中区车坊镇，年代为新石器时代。为苏州市文物保护单位。
摇城遗址位于澄湖西岸湖底，1974年围湖造田时发现。出土文物千余件，其中最早为新石器时代崧泽文化，并有其他汉、唐、宋等时期器物。2003年，又在澄湖东北角甪直镇境内发现另一处遗址，亦为新石器时代崧泽文化及马桥文化至宋代遗迹，总面积数十万平方米。根据古籍记载，摇城遗址来源于春秋时期的摇城，最早为吴国王子所居。摇城遗址证明了在澄湖地区自新石器时代起至宋朝的约5000年中一直有人类生活，此后才形成湖泊。另根据精确测量，该遗址中的水井均低于海平面，显示苏州地区在宋朝前都处于低海面时期。

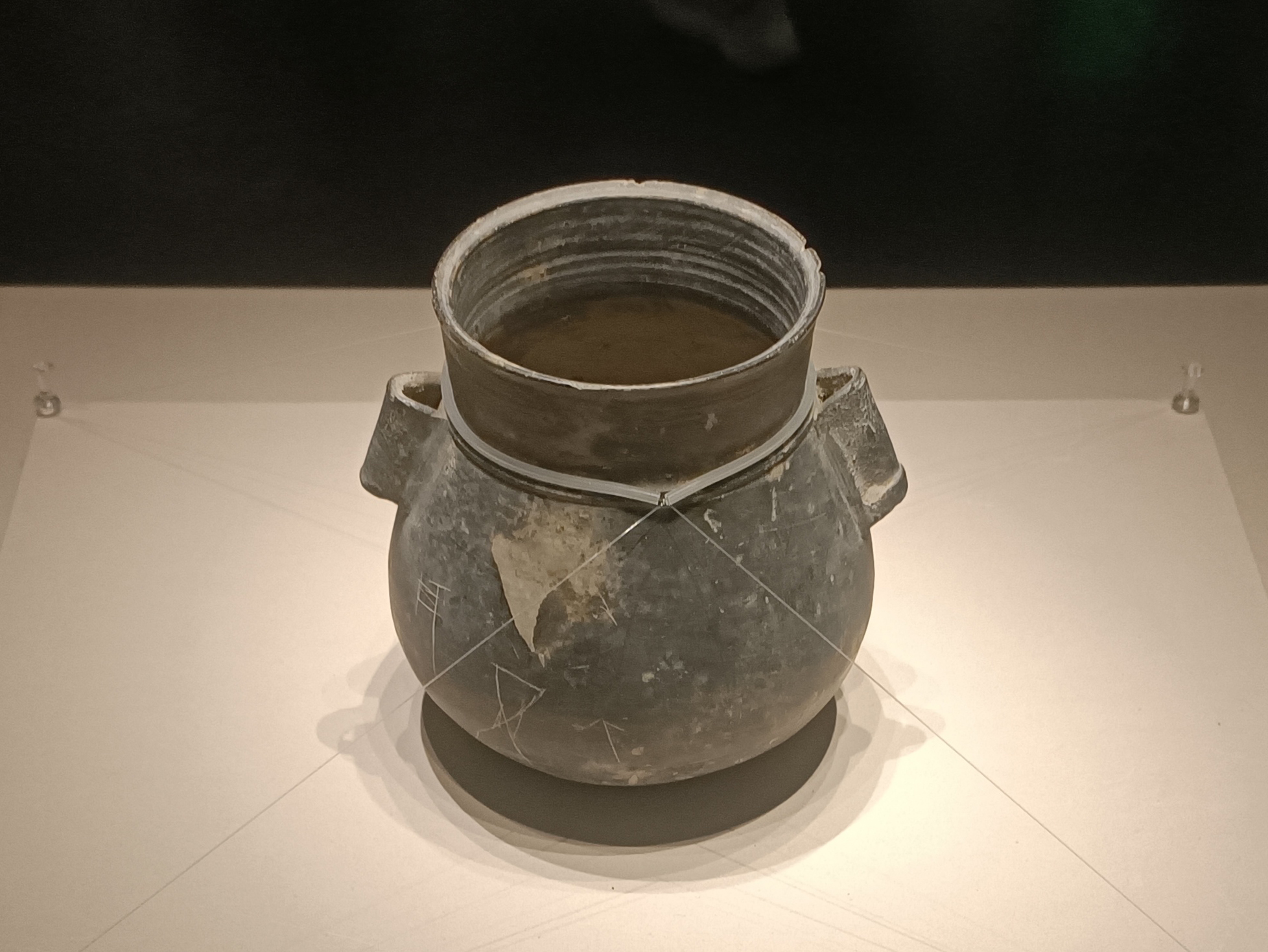
刻符黑陶罐，吴文化博物馆藏